# Besiki
Besarion Zakarias dze Gabashvili (em georgiano:  ბესარიონ ზაქარიას ძე გაბაშვილი), mais conhecido pelo seu pseudônimo Besiki (em georgiano:  ბესიკი) (1750 – 25 de janeiro de 1791), foi um poeta, político e diplomata georgiano.

## Vida
Besiki nasceu e foi criado em Tbilisi, capital da Geórgia. Ele veio de uma família nobre, que reivindicavam descendência da antiga cidade de Gibeão (georgiano: Gabaoni) na Palestina. O poeta freqüentemente usava o sobrenome Gabaoni, uma variante de a Gabashvili.
Pai de Besiki, Zakaria, foi um sacerdote da Igreja Ortodoxa Georgiana e confessor do Rei Teimuraz II. Zakaria foi excomungado e banido em 1764, mas Besiki foi autorizado pelo Rei Erekle II a ficar na corte real, onde foi educado, e começou sua carreira de menestrel, de início, seu estilo foi influenciado pela poesia persa e seu antigo contemporâneo, o poliglota Tbilisite arménio poeta Sayat-Nova. Apesar de sua idade, Besiki ganhou muitos inimigos na corte, em grande parte devido às sua sátiras e, mais ainda, seus insultos e ataques a Anton I da Geórgia. Rumores na Geórgia também ligaram Besiki a Ana, a irmã de Ereckle, que era mais ou menos 28 anos mais velhas, principalmente em razão do seu poema de amor დედოფალს ანაზედ ("a Rainha Ana"). Em 1777, ele foi acusado de impiedade por Anton I, que o nomeou Anticristo e denunciou-lhe ao Rei. Como resultado deste conflito, Besiki foi expulso de Tbilisi, e teve que se mudar para o Reino de Imerícia (oeste da Geórgia), onde ele foi recebido e nomeado chanceler por Salomão I. Mais tarde, ele se envolveu em uma breve guerra pelo trono da Imerícia depois da morte de Salomão e serviu como diplomata no reinado de Salomão II. Novamente, Besiki viu-se implicado com intrigas na corte. Seu carinho pela esposa mais jovem de Salomão II, Ana, nascida Orbeliani, bem pode ter sido a razão para o seu ser enviada pelo rei em missões perigosas, a última das quais à Rússia Imperial, em que pretendia assegurar a proteção russa durante a Guerra Russo-Turca (1787–1792). Por três anos, ele acompanhou o marechal de campo russo Gregório Alexandrovich Potemkin na campanha contra o Império Otomano, e, de repente, morreu em Iași, Moldávia,—em 25 de janeiro de 1791—, onde ele foi enterrado.

## Poesia
Devido a vida turbulenta de Besiki e suas várias viagens ao exterior, muitos de seus manuscritos foram irremediavelmente perdidos. Ele morreu sem publicar a sua obra, mas centenas de cópias manuscritas circularam durante décadas após a sua morte; os títulos e notas de muitos poemas podem ser invenções de copistas amadores.
O legado da diversidade poética de Besiki é notável por sua grande musicalidade e espontaneidade. Seus mais belos poemas — სევდის ბაღს შეველ ("eu entrei num Jardim da Melancolia"), მე მივხვდი მაგას შენსა ბრალებსა ("eu Entendi o Seu Acusações"), შაშვნი შავნი ("Os Melros") e, acima de tudo, ტანო ტატანო ("a Beleza da Estatura") e დედოფალს ანაზედ ("a Rainha Ana") — são dedicados a paixão, às vezes, amor explicitamente eróticos com um tom de melancolia e um tom elegante. Sua poesia heroica inclui os poemas ასპინძისათვის ("a Batalha de Aspindza") e რუხის ომი ("A Batalha de Rukhi"), ambos dedicados aos militares da Geórgia, às vitórias sobre os turcos e Abkhaz-Circassian forças, respectivamente. Em "a Batalha de Aspindza", Besiki louvores marciais proeza do georgiano ao exército na Batalha de Aspindza (1770) e elogios aos talentos militares do Príncipe David Orbeliani, comandante de vanguarda da Geórgia e também um poeta de algum talento. Ao mesmo tempo, o poema é uma denúncia gráfica ao comandante russo Todtleben, que havia abandonado seus aliados georgianos pouco antes da batalha. Besiki também dominava a poesia satírica, რძალ-დედამთილიანი ("A Mãe-de-Lei e a Filha-de-Lei"), e ჭაბუა ორბელიანზე ("Na Chabua Orbeliani"), são exemplos notáveis. O poeta fez uso de alguns novos métodos de versificação em sua composição, e inventou algumas palavras novas, renovando e enriquecendo a poesia georgiana com novas metáforas. Besiki tem uma notável traço na história da literatura georgiana. Em particular, a sua poesia influenciou fortemente o Romantismo georgiano do início do século 19 e ressoou novamente em suas obras em várias ocasiões.